# ザ・フォッグ
『ザ・フォッグ』（The Fog）は、1980年製作のアメリカ合衆国のホラー映画。

## あらすじ
カリフォルニアにある小さな港町のアントニオ・ベイは、町の誕生100周年記念祭に沸き立っていた。だが、記念祭前夜に突如として濃霧が町を覆い、それに呼応するように殺害直後にもかかわらず遺体が腐敗するという謎の殺人事件が発生する。時を同じくして、崩れ落ちた教会の壁から100年前の神父の日記が発見される。そこには神父を含めたアントニオ・ベイ創立者の6人が、療養所の建設と居住の許可を求めてきたハンセン病患者の富豪たちが乗る帆船を故意に座礁させて葬り、その船から強奪した財宝を元にこの町を築いたという過去の罪が告解されていた。殺された富豪たちは怨霊と化し、100年の時を越えて復讐するべく霧と共にアントニオ・ベイへ襲来したのだった。地元ラジオ局に勤めるDJの女性スティーヴィーは異常事態の発生を悟り、100周年記念祭での惨事を防ぐため避難を呼びかけるが、既に霧は町の大半を覆い始めており、住民に怨霊の魔の手が迫っていた。

## スタッフ
- 監督：ジョン・カーペンター
- 製作：デブラ・ヒル
- 製作総指揮：チャールズ・B・ブロック
- 脚本：ジョン・カーペンター、デブラ・ヒル
- 撮影：ディーン・カンディ
- 特殊メイク：ロブ・ボッティン
- 音楽：ジョン・カーペンター

## キャスト
| 役名                     | 俳優                                    | 日本語吹き替え | 日本語吹き替え | 日本語吹き替え |
| 役名                     | 俳優                                    | LD・VHS版      | テレビ東京版   | テレビ朝日版   |
| ------------------------ | --------------------------------------- | -------------- | -------------- | -------------- |
| スティーヴィー・ウェイン | エイドリアン・バーボー                  | 此島愛子       | 小沢寿美恵     | 吉田理保子     |
| エリザベス・ソリー       | ジェイミー・リー・カーティス            | 松金よね子     | 宗形智子       | 土井美加       |
| キャシー・ウィリアムズ   | ジャネット・リー                        | 稲葉まつ子     | 谷育子         | 寺島信子       |
| マローン神父（ロバート） | ハル・ホルブルック                      | 小林勝彦       | 大木民夫       | 城達也         |
| ニック・キャッスル       | トム・アトキンス                        | 石田太郎       | 石田太郎       | 玄田哲章       |
| メイチェン               | ジョン・ハウスマン                      | 千葉順二       | 藤本譲         | 松村彦次郎     |
| アンディー・ウェイン     | タイ・ミッチェル                        |                |                | 増田裕生       |
| ディック・バクスター     | ジェームズ・カニング                    | 千葉繁         | 屋良有作       | 小室正幸       |
| ダン・オバノン           | チャールズ・サイファーズ                | 池田勝         | 青野武         | 池田勝         |
| アル・ウィリアムズ       | ジョン・ゴフ                            | 加藤正之       |                | 岸野一彦       |
| トミー・ウォレス         | ジョージ・バック・フラワー              |                | 小関一         | 加藤正之       |
| コブリッツ夫人           | レジーナ・ウォルドン                    |                | 巴菁子         |                |
| メル                     | ダロー・イガス                          | 広瀬正志       | 屋良有作       | 辻親八         |
| シムズ保安官             | ジョン・ヴィック                        |                |                | 峰恵研         |
| アッシュクロフト         | フレッド・フランクリン                  | 峰恵研         | 小関一         | 峰恵研         |
| ファイブス医師           | ダーウィン・ジョストン                  |                |                | 仲木隆司       |
| ベネット                 | ジョン・カーペンター （ノンクレジット） | 広瀬正志       |                | 田原アルノ     |

- テレビ東京版：初回放送1982年4月29日 「木曜洋画劇場」
- テレビ朝日版：初回放送1991年7月28日 「日曜洋画劇場」
  - その他吹き替え声優：高畑淳子、中村紀子子

※ キングレコード発売のBDには3種類の吹き替えを全て収録（後発の4Kレストア版BDには吹替未収録）。

## 評価
レビュー・アグリゲーターのRotten Tomatoesでは68件のレビューで支持率は75%、平均点は6.60/10となった。Metacriticでは11件のレビューを基に加重平均値が55/100となった。

## リメイク
2005年にはオリジナルの監督だったジョン・カーペンターが製作、ルパート・ウェインライトが監督してリメイクされた。

## その他
- 撮影に使われた灯台は、カリフォルニアのポイント・レイズ国定海岸（アメリカ合衆国国定モニュメント）にあるポイント・レイズ灯台（英語版）である。1870年に建造されたものが現在もそのまま残っており、1991年にアメリカ合衆国国家歴史登録財になった。